# Грег Іген
Грег Іген (англ. Greg Egan; нар. 20 серпня 1961, Перт, Австралія) — австралійський письменник-фантаст, один з світових лідерів «жорсткої» наукової фантастики. Закінчив Університет Західної Австралії з дипломом математика-програміста.

## Життєпис
Свою літературну кар'єру він почав романом-фентезі «Під незвичайним кутом зору» (1983), проте вже до кінця 1980-х цілком переключився на «тверду» наукову фантастику, переважно пов'язану з темами математики, фізики та біології. У цьому ключі написані його романи «Карантин» (роман) (1992), «Місто перестановок» (1994), що здобув  Меморіальну премію імені Джона Кемпбелла, та інші.
Всього Іген опублікував сім романів та понад півсотні оповідань і повістей; частина з них увійшла до збірки «Чорнобильська Богоматір» (1995), «Аксіоматика» (1995) і «Освічений» (1997). Серед останніх романів автора, «Сходи Шилда», що вийшов в 2002 році, і «Розжарювання», опублікована в 2008 році.
Крім літературної роботи Іген публікує наукові статті, розробляє комп'ютерні програми, а також активно займається громадською діяльністю, беручи участь в русі захисту прав біженців, які емігрували до Австралії. Повість Ігена «Океанік» (1998) отримав премію «Г'юго», журналів «Locus» і «Asimov's». Крім того, автор чотири рази завойовував найвищу національну премію «Ditmar» і тричі — премію «Aurealis».

### Збірки
Аксіоматика (Axiomatic) (1995), ISBN 1-85798-281-9
- Вбивця нескінченності (The Infinite Assassin)
- Щоденник за одне світлове століття (The Hundred Light-Year Diary)
- Євген (Eugene)
- Ласка (The Caress)
- Криваві сестри (Blood Sisters)
- Аксіоматика (Axiomatic)
- Безпечний сейф (The Safe-Deposit Box)[[]]
- Бачить (Seeing)
- Викрадення (A Kidnapping)
- Вчися бути мною (Learning to Be Me)
- Рів (The Moat)
- Прогулянка (The Walk)
- Красунька (The Cutie)
- У темряві (Into Darkness)
- Доречна любов (Appropriate Love)
- Моральний вірусолог (The Moral Virologist)
- Близько (Closer)
- Нестабільні орбіти в просторі брехні (Unstable Orbits in the Space of Lies)

Чорнобильська богоматір (Our Lady of Chernobyl) (1995), ISBN 0-646-23230-4
- Покидьки (Chaff)
- За свистячий тест (Beyond the Whistle Test)
- Перехідні мрії (Transition Dreams)'
- Чорнобильська богоматір (Our Lady of Chernobyl)

Освічений (Luminous) (1998), ISBN 1-85798-551-6
- Покидьки (Chaff)
- Мітохондріальна Єва (Mitochondrial Eve)'
- Освічений (Luminous)
- Повелитель волі (Mister Volition)
- Кокон (Cocoon)
- Перехідні мрії (Transition Dreams)'
- Срібний вогонь (Silver Fire)
- Причини бути веселим (Reasons to Be Cheerful)
- Чорнобильська богоматір (Our Lady of Chernobyl)
- Планка Занурення (The Planck Dive)

Темні числа та інші історії (2008), ISBN 978-1-59606-155-2
- Освічений
- Поїздка на крокодилі
- Темні числа
- Слава
- 'Океаника

Кришталеві ночі та інші історії (2009), ISBN 978-1-59606-240-5
- Втрачений континент
- Кришталеві ночі'
- Лихоманка Стіва
- TAP
- Індукція
- Одинак
- Oracle
- Прикордонники
- Гарячий рок

Океаника (2009), ISBN 978-0-575-08652-4
- Втрачений континент
- Темні числа
- Кришталеві ночі
- Лихоманка Стіва
- Індукція
- Одинак
- Oracle
- Прикордонники
- Поїздка на крокодилі
- Слава
- Hot Rock
- Oceanic

### Інші короткі історії
- Тільки з'єднання
- Yeyuka
- Марно
- Розум вампірів
- Сусідські годинник
- Килими Вана
- Шосе конкретизації
- Пил
- До
- Вірність
- Походження демона
- В числах
- ПДВ
- Екстра
- За свистячий тест
- Відріж мої страхи
- Заплутався
- Там де вона посміхається, Речі що вона говорить
- Артефакт

### Академічні статті
- An Efficient Algorithm for the Riemannian 10j Symbols by Dan Christensen and Greg Egan[3]
- Asymptotics of 10j Symbols by John Baez, Dan Christensen and Greg Egan[4]

## Нагороди
- Permutation City: Меморіальна премія імені Джона Кемпбелла (1995)
- Oceanic: Hugo Award, Locus Award, Asimov's Readers Award (1999)
- Distress: Kurd-Laßwitz-Preis as Best Foreign Fiction (2000)

Грег Іген неодноразовий призер Seiun Award